# Phorotrophus trilobus
Phorotrophus trilobus là một loài tò vò trong họ Ichneumonidae.